# 비단주머니생쥐
비단주머니생쥐(Perognathus flavus)는 주머니생쥐과에 속하는 설치류의 일종이다. 멕시코 북부와 중부 지역, 미국 남서부 지역에서 발견된다. 국제 자연 보전 연맹(IUCN)이 "관심대상종"으로 분류하고 있으며, 크게 알려진 위협 요인은 없다. 씨앗, 식물과 견과류의 다육 부분을 먹으며, 뺨주머니로 먹이를 운반한다. 부드러운 흙을 가진 낮은 계곡 아래와 잡초와 관목 사이에서 서식하며, 모래를 파서 씨앗을 숨기고 묻는다. 다른 주머니쥐들 보다 가혹한 서식지 조건에서 더 견딜 수 있다.